# Antoni Stefanowski
Antoni Stefanowski (ur. 10 października?/22 października 1885 w Niesinie, zm. 9 kwietnia 1940 w Katyniu) – społecznik, pułkownik lekarz Wojska Polskiego, kawaler Orderu Virtuti Militari, członek Komendy Naczelnej Związku Legionistów Polskich od 1936 roku, ofiara zbrodni katyńskiej.

## Życiorys

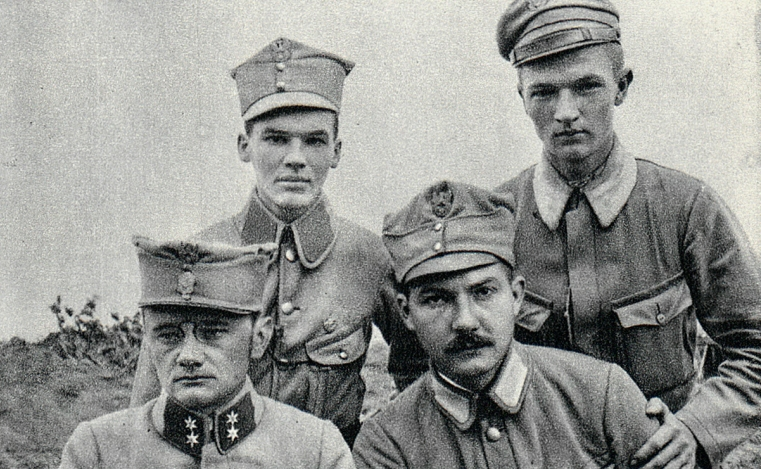
Żołnierze Legionówi. Na dole, po prawej Antoni Stefanowski

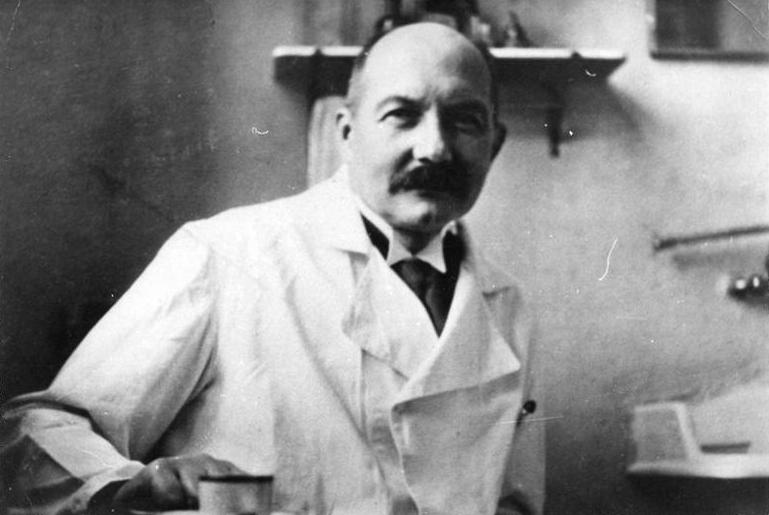
Antoni Stefanowski jako lekarz

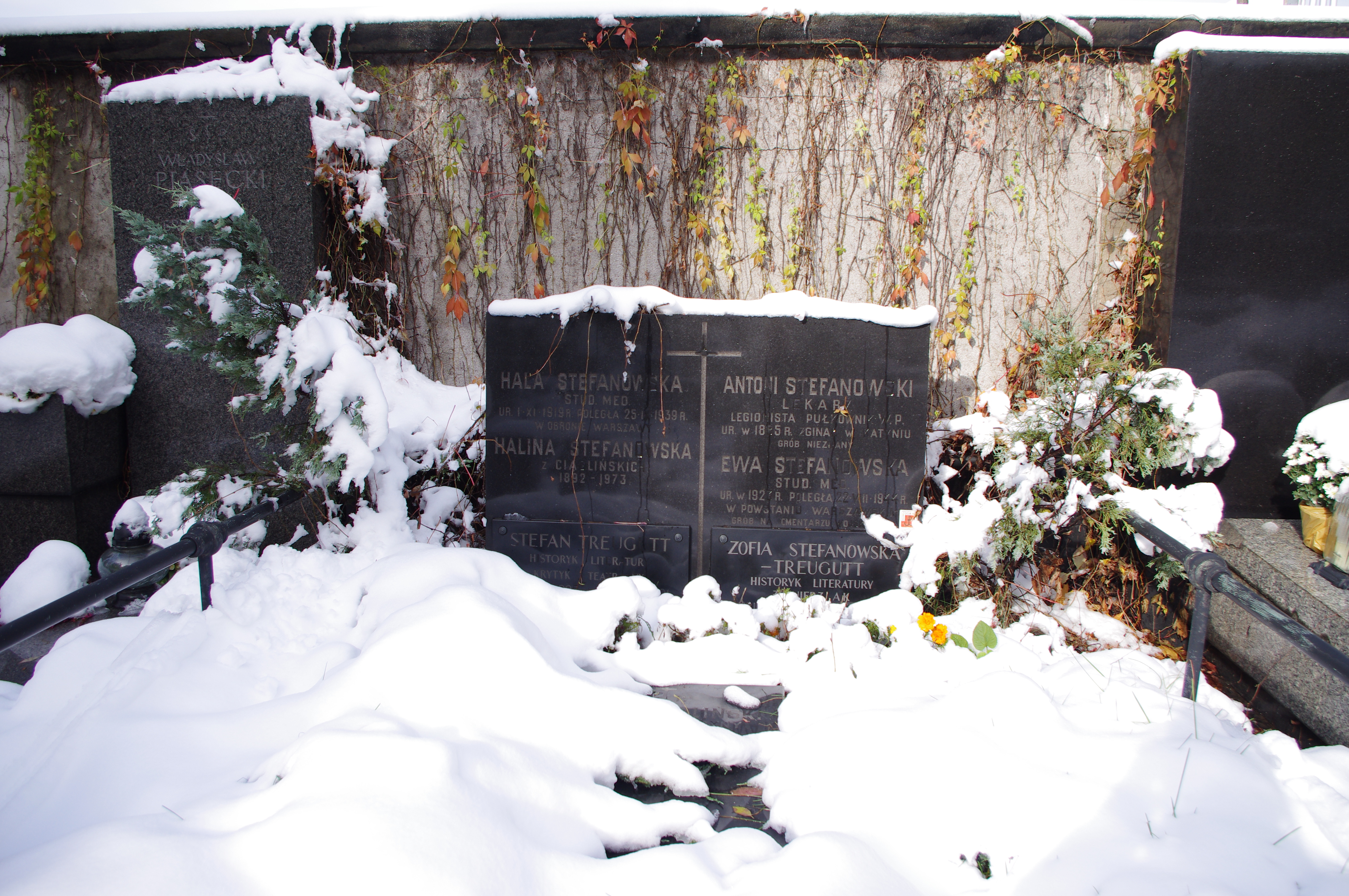
Grób historyków literatury Stefana Treugutta i Zofii Stefanowskiej-Treugutt oraz symboliczny grób lekarza i legionisty Antoniego Stefanowskiego, zamordowanego w Katyniu na Starych Powązkach w Warszawie

### Dzieciństwo i młodość
Syn Adama, właściciela ziemskiego, i Stefanii ze Stabrowskich urodzony w majątku Niesin na terenie dzisiejszej Białorusi, w powiecie lepelskim, guberni witebskiej. Rodzice zmarli wcześnie, osierocając Antoniego i jego brata Władysława. W Warszawie ukończył realne gimnazjum i zdał maturę w 1904 roku. Podczas nauki w gimnazjum 3 lata pracował w tajnych organizacjach. Po zdaniu matury wyjechał do Lipska, gdzie studiował psychologię i filozofię w ciągu 1,5 roku. Później był nauczycielem prywatnym.
W roku 1907 wstąpił jako jednoroczny ochotnik do armii rosyjskiej. Służył w jednym z pułków 3 Dywizji Piechoty Gwardii w Warszawie. Jednocześnie nauczył się łaciny, której nie uczono w realnych gimnazjach. Po jakimś czasie wyjechał na studia do Niemiec i Szwajcarii, kolejno do Jeny (gdzie studiował w semestrze letnim 1912), Zurychu i Heidelbergu. W 1914 roku ukończył medycynę na Uniwersytecie w Heidelbergu „magna cum laude” („z wielką pochwałą”) z tytułem doktora medycyny. W latach 1913–1914 był w Heidelbergu instruktorem wojskowym miejscowej, tajnej polskiej „drużyniackiej” organizacji studenckiej.

### I wojna światowa
Zaraz po ukończeniu przez niego studiów i wybuchu I wojny światowej wyjechał do Krakowa z zamiarem wstąpienia do formujących się oddziałów polskich. Po drodze aresztowany w Wiedniu, jako obywatel rosyjski. Był internowany przez dwa miesiące w Wiedniu, Kalstein z.d. Thege i Weidhofen. Zwolniony wskutek starań znajomych. Wstąpił do II kompanii Galicyjskiej (II kompania wiedeńska Legionów Polskich). Następnie chwilowo pomocnik lekarza III batalionu 2 pułku piechoty II Brygady Legionów Polskich (w randze podporucznika), później w zastępstwie komendant Lazaretu Polowego II Brygady, po bitwie pod Mołotkowem (29 października 1914) awansowany na porucznika lekarza. 21 marca 1915 awansowany na kapitana lekarza. Przebył kampanię wołyńską, bukowińską i karpacką, jako lekarz pułkowy 2 pułku piechoty Legionów Polskich. Za bohaterskie zachowanie się w bitwie pod Bielgowem odznaczony 7 maja 1922 roku Krzyżem Srebrnym Orderu Wojennego Virtuti Militari. W trakcie tej bitwy, Antoni Stefanowski pozostał razem z rannymi żołnierzami mimo groźby wzięcia do niewoli przez Rosjan (jako obywatelowi rosyjskiemu, groziłaby mu wtedy kara śmierci za zdradę).
W 1917 roku przydzielony został do sztabu Polnische Wehrmacht, usunięty z wojska wskutek niezłożenia Niemcom przysięgi (tzw. kryzys przysięgowy). W 1918 roku pośredniczył w rozmowach pomiędzy marsz. Józefem Piłsudskim i gen. Józefem Hallerem, dotyczących powrotu Armii Hallera do Polski.
Pracował następnie jako lekarz szpitala w Warszawie, brał udział w pracy tajnej w komitecie opieki nad legionistami-inwalidami, łącznie z Polską Organizacją Wojskową. Od 1 stycznia 1919 roku w Wojsku Polskim. Podczas wojny polsko-bolszewickiej w Bitwie Warszawskiej zmobilizowany jako lekarz dywizyjny 2 Dywizji Piechoty Legionów, był także szefem sanitarnym 9 Dywizji Piechoty. 24 czerwca 1920 roku awansowany na podpułkownika lekarza. W trakcie Bitwy Warszawskiej zachorował na tyfus, co uniemożliwiło mu służbę na froncie. Później pracował jako zastępca komendanta Szpitala Ujazdowskiego w Warszawie. 27 lipca 1925 roku został przeniesiony do rezerwy w stopniu pułkownika ze starszeństwem z dniem 1 czerwca 1919 w korpusie oficerów sanitarnych

### Dwudziestolecie międzywojenne
31 stycznia 1918 roku ożenił się z Haliną Ciąglińską, córką lekarza Adama Ciąglińskiego. Po wojnie objął stanowisko asystenta II Kliniki Chorób Wewnętrznych Szpitala Świętego Ducha, pod koniec lat 20. przeszedł na analogiczne stanowisko do Szpitala św. Łazarza. W 1919 roku urodziła się córka Halina, w 1923 Ewa, zaś w 1926 najmłodsza Zofia.
26 października 1922 odznaczony Krzyżem Walecznych. W swojej praktyce lekarskiej zajmował się interną, publikował w prasie medycznej. Leczył Stefana Żeromskiego pod koniec jego życia oraz wchodził w skład konsylium lekarskiego przed śmiercią marsz. Józefa Piłsudskiego. Konsylium orzekło beznadziejność stanu zdrowia marszałka, sugerując nawet początek procesu agonii. To właśnie Antoniemu Stefanowskiemu przypadło przekazanie tej smutnej nowiny Aleksandrze Piłsudskiej, przed którą do 12 maja ukrywano stan zdrowia jej męża. Od 1 maja 1936 roku w wyniku konkursu ordynator Oddziału Chorób Wewnętrznych Szpitala Dzieciątka Jezus. Jak wielu legionistów Stefanowski należał do masonerii.

### II wojna światowa
W sierpniu 1939 roku został zmobilizowany i przydzielony do Szpitala Szkolnego Centrum Wyszkolenia Sanitarnego w Warszawie. Po agresji III Rzeszy na Polskę, 7 września 1939 ewakuowany ze szpitalem na wschód. Po agresji ZSRR na Polskę dostał się w okolicach Trembowli do niewoli sowieckiej. Przetrzymywany był w obozie w Putywlu, a następnie w Kozielsku. Tam dowiedział się o śmierci najstarszej córki Haliny. Najprawdopodobniej 9 kwietnia 1940 został zamordowany przez funkcjonariuszy Obwodowego Zarządu NKWD w Smoleńsku oraz pracowników NKWD przybyłych z Moskwy na mocy decyzji Biura Politycznego KC WKP(b) z 5 marca 1940. Został pochowany na terenie obecnego Polskiego Cmentarza Wojennego w Katyniu, gdzie w 1943 jego ciało zidentyfikowano podczas ekshumacji prowadzonych przez Niemców pod numerem 492. Przy zwłokach Antoniego Stefanowskiego zostały odnalezione wizytówki, dwa kwity. Jego symboliczny grób znajduje się na cmentarzu Powązkowskim w Warszawie (pod murem V-grób 64/65).

## Ordery i odznaczenia
- Krzyż Srebrny Orderu Wojskowego Virtuti Militari nr 6971 (7 maja 1922)[8]
- Krzyż Komandorski Orderu Odrodzenia Polski (9 listopada 1932)[9]
- Krzyż Niepodległości (12 marca 1931)[10]
- Krzyż Walecznych (26 października 1922)
- Złoty Krzyż Zasługi Cywilnej z Koroną na wstędze Medalu Waleczności (Austro-Węgry, 1916)[11]

## Upamiętnienie
Postanowieniem nr 112-48-07 Prezydenta Rzeczypospolitej Polskiej Lecha Aleksandra Kaczyńskiego z dnia 5 października 2007 awansowany został, pośmiertnie, do stopnia generała brygady. Awans został ogłoszony 9 listopada 2007 w Warszawie, w trakcie uroczystości „Katyń Pamiętamy – Uczcijmy Pamięć Bohaterów”.
W ramach akcji „Katyń... pamiętamy” / „Katyń... Ocalić od zapomnienia” 18 grudnia 2008 Antoni Stefanowski został uhonorowany poprzez zasadzenie Dębu Pamięci przed Szpitalem Dzieciątka Jezus w Warszawie.